# استانیسلاو کراوچوک
استانیسلاو کراوچوک (انگلیسی: Stanislav Kravchuk؛ زادهٔ ۲۵ سپتامبر ۱۹۷۸) اهل اوکراین است. و همچنین از اسکی‌بازان نمایشی در بازی‌های المپیک زمستانی ۱۹۹۸ بوده‌است که به‌طور پیوسته در سه دوره بعد نیز حضور داشت.